# Kappa (marca)
Kappa es una marca de ropa de Italia deportiva y expandida a otros segmentos textiles, fundada en 1916 bajo el nombre de Maglificio Calzificio Torinese (MCT), por la familia Vitale. El nombre Kappa remite a la letra del alfabeto griego que simboliza el sonido de la “K”. En 1978 se fundó como marca deportiva y con su popular logotipo Omini. La sede central se ubica en la ciudad de Turín, en el norte de Italia. Además de Kappa, el grupo BasicNet está integrado por las marcas Jesús Jeans, Robe di Kappa, Superga y K-Way.

## Historia
Fue fundada en 1916 por Abramo Vitale bajo el nombre "Calzificio Torinese". Originalmente se dedicaban a la producción de calcetines y ropa interior, aunque con el tiempo fueron ampliando su catálogo. La empresa llega al nombre Kappa por un error en la fabricación de unos calcetines. Para diferenciar las tandas fallidas de las nuevas decidieron marcar estas últimas con un sello que indicaba: «K-KONTROLL». De aquí tomaron la letra «K», que en el alfabeto griego se lee como «Kappa». En 1958 la empresa toma la marca Kappa para calcetines y en 1967 la Marca Kappa es oficialmente registrada.

### Marca deportiva
En 1978 inició a producir ropa deportiva. En 1981 aparece su logotipo en el equipo estadounidense en el Campeonato Mundial de Atletismo de Roma 1981. Se consagró como marca deportiva mundial en los Juegos Olímpicos de Los Ángeles 1984 y en los Juegos Olímpicos de Seúl 1988, los atletas del equipo olímpico de Estados Unidos, entre ellos Carl Lewis, Edwin Moses y Florence Griffith, vistieron prendas Kappa y aparece el clásico chándal 222 "banda" el primero con una repetición vertical del logotipo.
Desde 1978 realizó el patrocinio por dos décadas al Juventus de Turín. En 1992 la firma italiana consigue un contrato con el F. C. Barcelona que dura hasta 1998 y sustituye a la marca Meyba que era la que hasta entonces tenía el club. La marca renació en 1997 después de quebrar ese mismo año de la mano de Marco Boglione con el modelo de BasicNet. Fue popularizada también gracias a la influencia del Britpop, con Mel C (Spice Girls), Oasis y Damon Albarn (Blur).
En 1997 fue la marca que viste al equipo de fútbol Club Alianza Lima, que gana el Torneo Descentralizado de Perú.
En 2000 lanza un nuevo tejido, denominado "Kombat" que lucieron la selección de Italia y la A.S. Roma. Su primera versión era combinación de Nylstar Meryl Microfibre y de Lycra DuPont. Este compuesto fue mejorado en sus versiones posteriores, haciéndose más liviano y ventilado. Ha vestido a varios equipos y selecciones europeas como la selección de fútbol de Gales (entre 2006-2008), Napoli, Torino, Sampdoria y Brescia en Italia; Real Betis de España; Tottenham Hotspur de Inglaterra, Feyenoord de Holanda; Werder Bremen y Kaiserslautern de Alemania; Hammarby de Suecia; Copenhague de Dinamarca; Nantes y el AS Mónaco de Francia. En Sudamérica ha vestido equipos como Independiente Rivadavia, Excursionistas, Rosario Central, Huracán, Sacachispas, Unión de Santa Fe, San Martín de Tucumán, Racing de Córdoba y Atlas (protagonista de un reality show televisivo), en Argentina; Vasco da Gama y Botafogo en Brasil; Olimpia y Cerro Porteño en Paraguay: Defensor Sporting y Montevideo Wanderers en Uruguay; Deportes Temuco y Unión Española en Chile; y América de Cali, Deportivo Cali, Deportivo Pereira, Envigado e Independiente Santa Fe en Colombia.
En 2016 la marca lanza su línea de ropa urbana con Kappa Kontrol. Actualmente Kappa es patrocinador global de deportes tales como fútbol, rugby, basketball, volleyball, rally, ski, golf, esgrima y artes marciales, así como de numerosas federaciones deportivas ubicadas principalmente en Italia. Patrocina actualmente equipos de fútbol como Deportivo Saprissa de Costa Rica, AS Mónaco, Empoli, Fiorentina, Genoa, Huracán, Atlético Tucumán, Racing Club de Avellaneda, Vasco da Gama y el Club Nacional de Paraguay;

## Logotipo
En 1969, su logotipo nace por casualidad. Dentro de una sesión de fotos realizada por Sergio Druetto para un anuncio de trajes de baño que estaba teniendo lugar para el MCT de Beatrix Brand, un modelo masculino y femenino son fotografiados espalda contra espalda. Una imagen subexpuesta elaboró la silueta de un hombre y una mujer apoyándose unos contra otro, espalda con espalda. Representa la igualdad de hombre y mujer y su apoyo mutuo. Así nace el logotipo Omini de Kappa. Esta idea inicial se convirtió en lo que ahora es el logotipo de la marca Kappa en 1978.Para 1984 el logo cambió su tipografía. En 1994 fue rediseñado el Logotipo. En 2020 por la crisis del coronavirus modifica su logotipo para destinar el 50% de las ventas a ayuda sanitaria.